# Mljet (eiland)

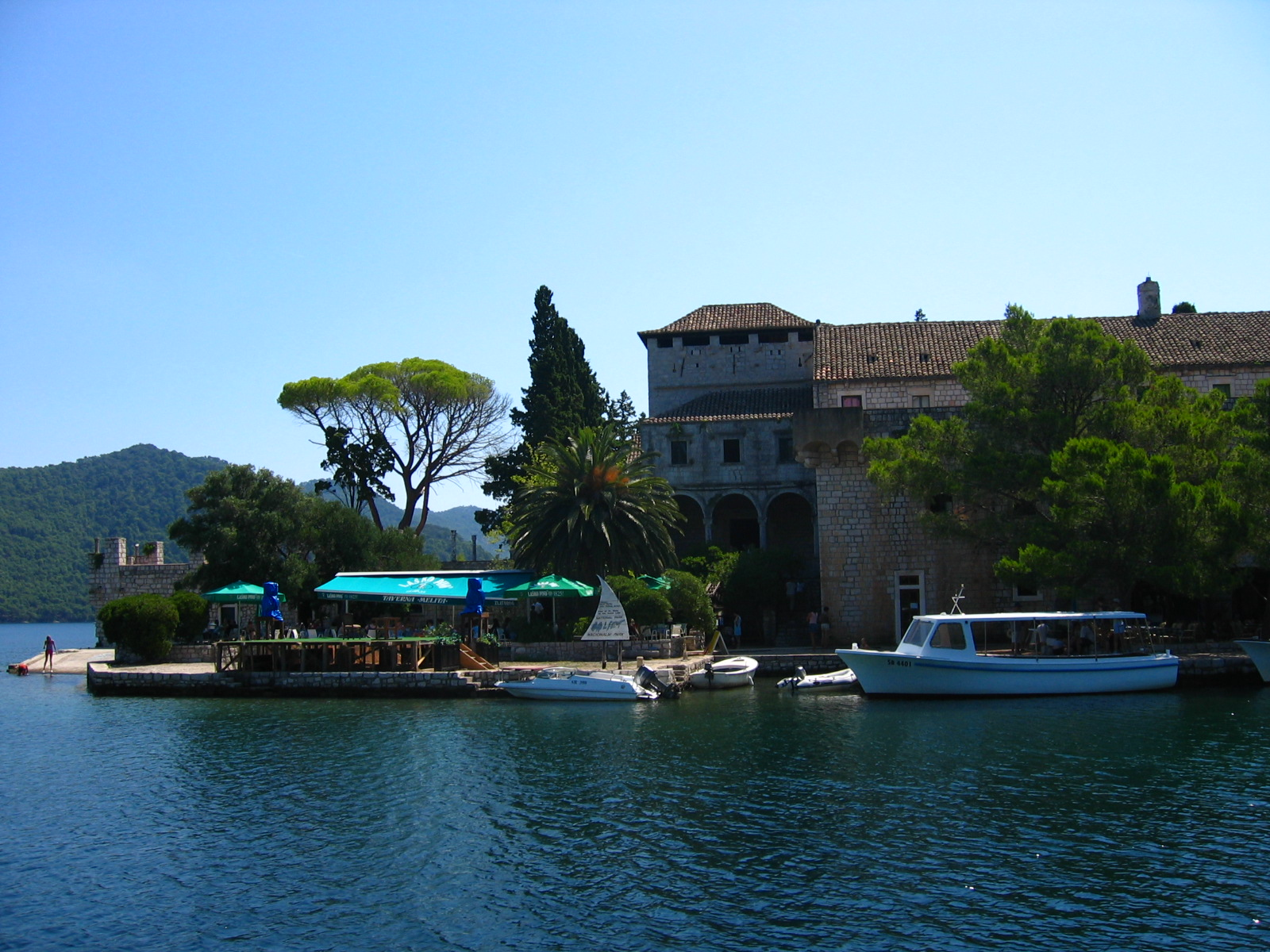

Mljet is een Kroatisch eiland gelegen in de Adriatische Zee, ca. 30 km ten noordwesten van de eeuwenoude historische stad Dubrovnik en 18 km van het buureiland Korčula. Het eiland heeft een oppervlakte van ca. 100 km². De grootste plaats op het eiland is Babino Polje met 336 inwoners. Andere plaatsen zijn Goveđari (165), Babine Kuće, Pristaniste, Soline, Pomena (37), Polače (115), Blato (46), Ropa (32), Kozarica (28), Sobra (102), Prožura (53), Prožurska Luka (14), Maranovići (54), Okuklje (20), Korita (74) en Saplunara (35)

## Algemeen
Mljet is het dichtstbeboste eiland van de Middellandse Zee. Hoogste punt is de bergpiek Veli Grad (514 m).
Sinds 1960 is het westelijke deel van het eiland uitgeroepen tot nationaal park, vanwege het belang van de mediterrane vegetatie met aleppodennen en groenblijvende steeneiken. 90 procent van het park is bedekt met bos. Tot het nationale park Mljet behoren ook de zoutwatermeren Malo Jezero en Veliko Jezero. Deze zijn verbonden via een nauwe doorgang aan de zuidzijde van het eiland met de Adriatische Zee. In het Veliko Jezero ligt een klein eiland met een benedictijns klooster en de kerk van de Heilige Maria uit de 12e eeuw. In Polače staan ruïnes van een Romeins paleis (de naam van het plaatsje betekent ook "paleis") en een vroegchristelijke basiliek.

## Galerij

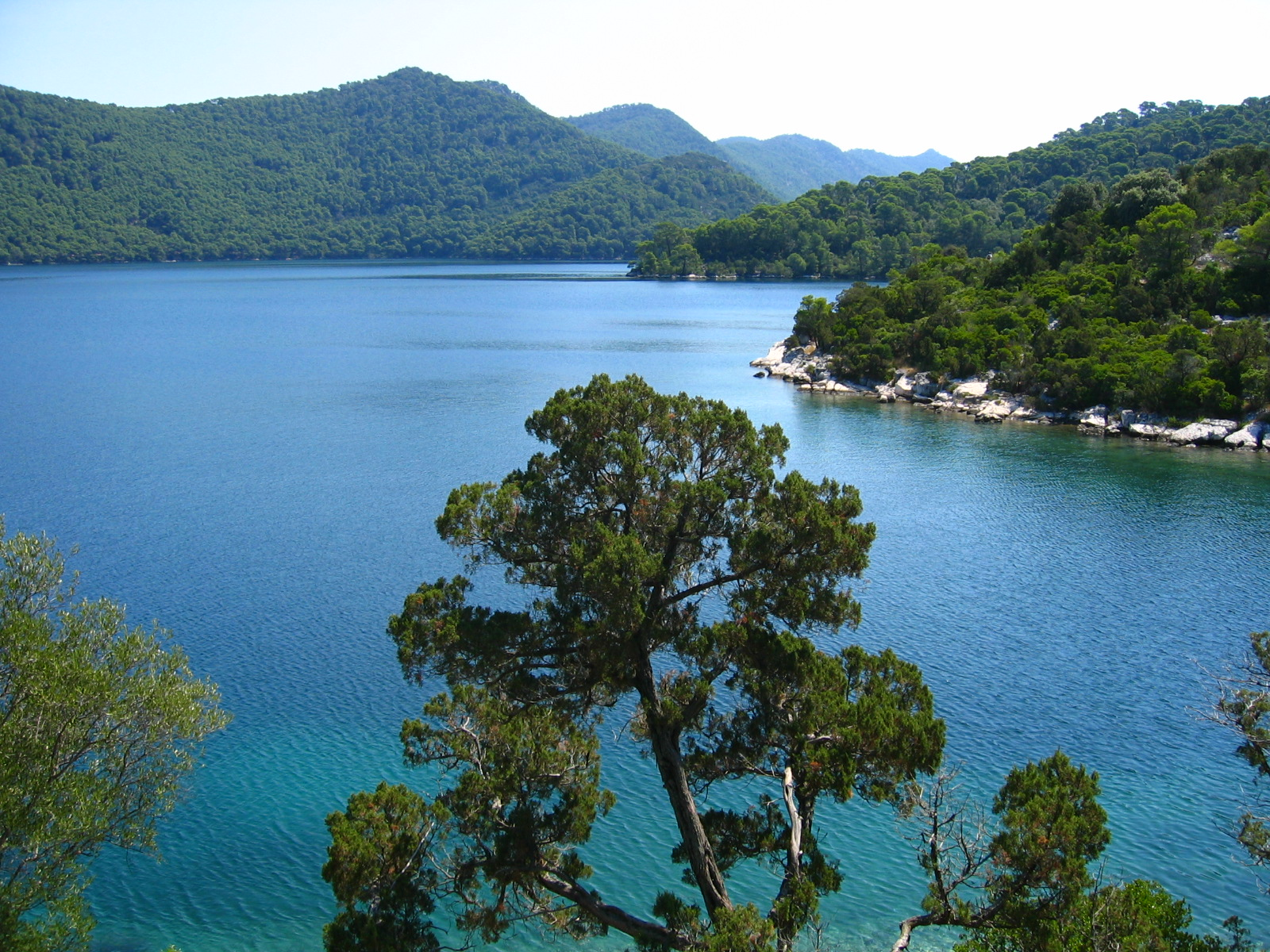
Grote meer
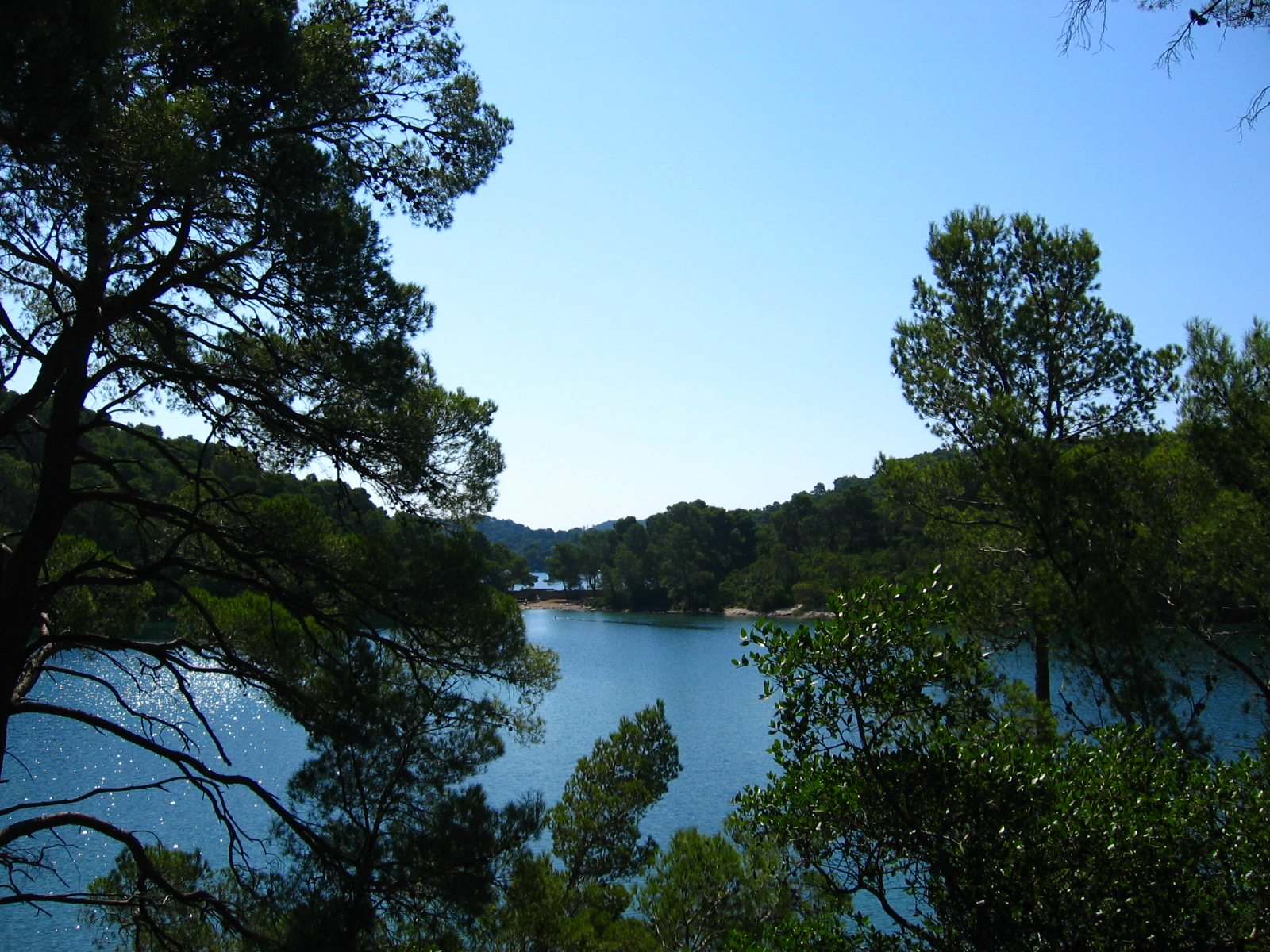
Kleine meer